# 茹阿克
茹阿克（法語：Jouac，法語發音：[ʒwak]）是法国新阿基坦大区上维埃纳省的一个市镇，属于贝拉克区。

## 地理
茹阿克（46°21'15"N, 1°15'40"E）面积20.31 平方千米，位于法国新阿基坦大区上维埃纳省，该省份为法国中西部省份，北起顺时针与安德尔省、克勒兹省、科雷兹省、多爾多涅省、夏朗德省和维埃纳省接壤。
与茹阿克接壤的市镇（或旧市镇、城区）包括：博讷伊、博略、克罗马克、吕萨克莱塞格利斯、圣莱热马尼亚泽、圣马尔坦勒莫尔。

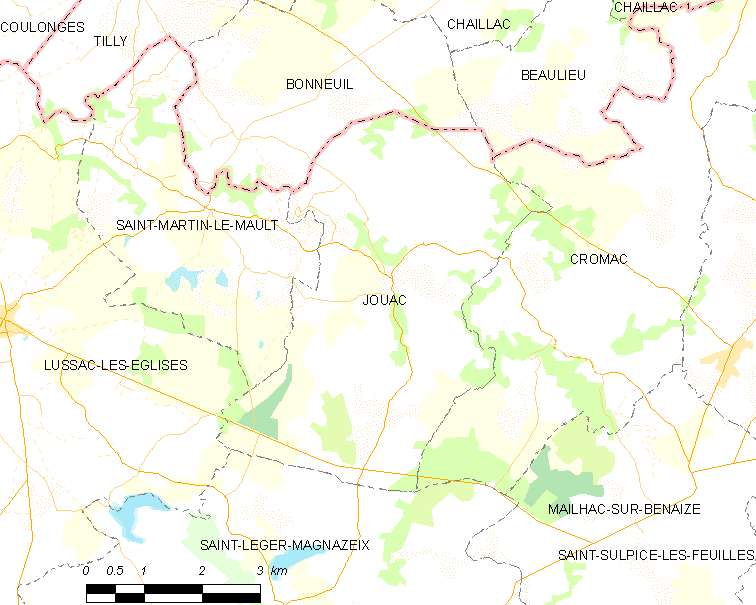
茹阿克的OSM定位图

茹阿克的时区为UTC+01:00、UTC+02:00（夏令时）。

## 行政
茹阿克的邮政编码为87890，INSEE市镇编码为87080。

## 政治
茹阿克所属的省级选区为沙托蓬萨克县。

## 人口

1962-2008年间茹阿克人口变化图示

茹阿克于2022年1月1日时的人口数量为189人。